# Chilesothöna
Chilesothöna (Fulica montanei) är en förhistorisk utdöd fågel i familjen rallar. Den beskrevs 2020 som ny art utifrån lämningar från sen pleistocen och tidig holocen funna i Chile.